# 대불

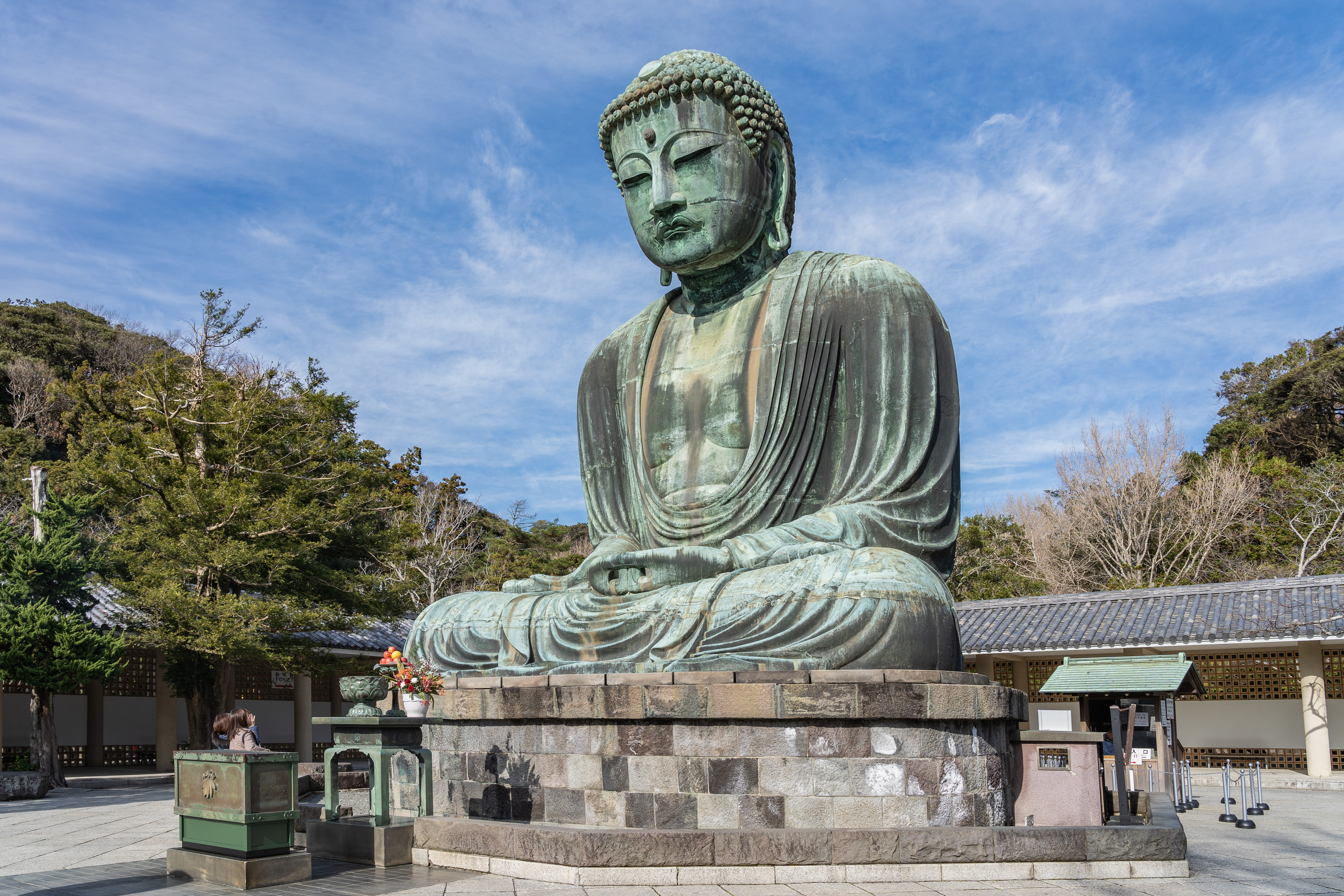
가마쿠라 대불

대불(大佛)은 큰 불상을 가리키는 통칭이다. 중국 등 아시아의 불교권에서는 천연의 암벽을 조각한 마애불 등이 오래전부터 만들어져왔다. 대불전(大佛殿)은 대불을 안치하는 불당을 의미하며, 도다이지의 대불전이 유명하다.

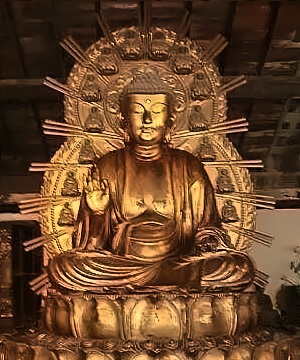
Replica of Great Buddha of Kyoto